# Чемберлин, Уильям Генри
Уильям Генри Чемберлин (англ. William Henry Chamberlin 17 февраля 1897 — 12 сентября 1969) — американский журналист и историк. Стипендиат Гуггенхайма (1931, 1934).

## Биография
В 1919—1922 годах работал в редакции газеты «New-York Tribune».
Был корреспондентом бостонской газеты «Christian Science Monitor» в Москве с 1922 по 1934 год. Первоначально был марксистом и имел просоветские взгляды, но позднее стал критически относиться к советской системе.
В 1935—1939 годах был корреспондентом на Дальнем Востоке.
Многолетнее пребывание в СССР дало Чэмберлину множество материалов для последующей публицистической и лекционной деятельности. Считался одним из крупнейших специалистов по СССР. Часто приглашался для чтения лекций, в частности, в Йельский и Гарвардский университеты.
Автор книг об СССР: «Советская Россия» (1930), «Русская революция 1917—1921 гг.» (1935) и др.